# 35 Girls 5 Concepts
35 Girls 5 Conceptsは、韓国のサバイバルオーディション番組・PRODUCE 101の1stシーズンで使用されたオリジナル曲が収録されたアルバム。2016年3月19日にCJ E&Mからリリースされた。

## 制作の背景
PRODUCE 101は2016年の1月から4月に掛けて、韓国の音楽専門チャンネルであるMnetにて放送された音楽番組である。韓国国内の芸能事務所に所属する女子練習生計101人が参加し、勝ち残った上位11人がデビューするという企画で行われた。
第8話では、勝ち残った練習生達はそれぞれジャンルの異なる5つのオリジナル曲を与えられ、3000人の観客の前でライブパフォーマンスを披露するという課題を与えられた。EDMソング「24 Hours」は、番組のテーマソングである「Pick Me」も手掛けたDJ KOOとMAXIMITEが作曲した。またその他、ガールクラッシュソング「Fingertips」はRyan Jhunが、ヒップホップソング「Don't Matter」はSan Eが、トラップソング「Yum-Yum」はiDRが、そして「In the Same Place」はB1A4のメンバーであり、番組の最終回での収録曲の1つでI.O.Iのデビューアルバム「Chrysalis」にも収録された「桜が散ったら」の作曲も務めたジニョンが、それぞれ作曲を担当した。

## 売り上げ
収録曲の5曲はそれぞれ最高で「24 Hours」が41位、「Fingertips」が21位、「Don't Matter」が30位、「Yum-Yum」が14位「In the Same Place」が8位と、全ての曲がガオンチャートでの上位50位へのランクインを達成した。

## トラックリスト
| #  | タイトル                            | 作詞 | 作曲・編曲 | 時間  |
| -- | ----------------------------------- | ---- | ---------- | ----- |
| 1. | 「24Hours（24時間）」               |      |            | 03:58 |
| 2. | 「FingerTips」                      |      |            | 03:28 |
| 3. | 「Don't Matter」                    |      |            | 03:19 |
| 4. | 「Yum-Yum（低温）」                 |      |            | 03:13 |
| 5. | 「In the Same Place（同じ場所で）」 |      |            | 03:07 |